# Bahnhof Rottenburg (Laaber)
Der Bahnhof Rottenburg (Laaber) war eine Betriebsstelle der heute stillgelegten Bahnstrecke Landshut–Rottenburg auf dem Gebiet der niederbayerischen Stadt Rottenburg an der Laaber. Das Empfangsgebäude ist ein Baudenkmal.

## Lage und Umgebung
Der Bahnhof Rottenburg (Laaber) befindet sich rund einen Kilometer nordwestlich des Stadtzentrums. Die Planie des Bahnhofs liegt rund 20 Meter unterhalb des Marktes. Seit der Einstellung des Personenverkehrs auf der Bahnstrecke Landshut–Rottenburg 1974 verkehren regelmäßige Linienbusse entlang des vormaligen Streckenverlaufs. Dafür wurde neben dem ehemaligen Bahnhof ein Busbahnhof eingerichtet. Außerdem ist der Bahnhof namensgebend für die in unmittelbarer Nachbarschaft angesiedelte Bahnhof-Apotheke.

## Geschichte
Der Bahnhof nahm am 3. November 1900 den Betrieb auf, nachdem drei Tage zuvor bereits die erste Testfahrt den Endbahnhof Rottenburg (Laaber) erreicht hatte.
Der Personenverkehr auf der Bahnstrecke Landshut–Rottenburg wurde am 25. Mai 1974 eingestellt. Im Jahr 1982 wurden die Fahrkartenausgabe und die Gepäck- und Expressgutabfertigung in Rottenburg eingestellt. Das Empfangsgebäude wurde wenig später verkauft und befindet sich seither in Privatbesitz. Noch bis in die 1990er Jahre wurde Güterverkehr nach Rottenburg durchgeführt. Am 27. September 1998 fuhr der letzte Zug in Rottenburg ein, eine Museumsbahnfahrt der Dampfzugfreunde Landshut-Rottenburg e. V.

## Hochbauten und Anlagen
Das Empfangsgebäude, ein zweigeschossiger Klinkerbau mit Krüppelwalmdach und stehenden Dachgauben, wurde 1901 fertiggestellt. Die Fassade ist auf den Giebelseiten mit Holz verkleidet. Durch den Übergang in Privatbesitz nach 1982 wurde es vor dem Verfall bewahrt und ist heute eines der am besten erhaltenen Baudenkmäler Rottenburgs.
Daneben gab es einen einfachen, zweiständigen Lokomotivschuppen mit Satteldach, in dem nachts die Triebfahrzeuge abgestellt wurden. Dieser bot auch Räumlichkeiten, in denen das Zugpersonal übernachten konnte.